# Sawmills
Sawmills – miasto w Stanach Zjednoczonych, w stanie Karolina Północna, w hrabstwie Caldwell.